# Svetli Put (Vorónej)
|  | Per a altres significats, vegeu «Svetli Put». |

Svetli Put (en rus: Светлый Путь) és un poble (un possiólok) de l'óblast de Vorónej, a Rússia, segons el cens del 2010 no tenia cap habitant.